# Eucoptacra turneri
Eucoptacra turneri är en insektsart som beskrevs av Miller, N.C.E. 1932. Eucoptacra turneri ingår i släktet Eucoptacra och familjen gräshoppor. Inga underarter finns listade i Catalogue of Life.